# Kaple svaté Kateřiny (Osek)
Kaple svaté Kateřiny v Oseku je součástí areálu tamního cisterciáckého kláštera. Památkově chráněný areál kláštera byl roku 1995 prohlášen národní kulturní památkou.

## Historie
Kaple stojí u severní zdi areálu kláštera. Byla zbudována původně v raně gotickém slohu ve 13. století jako součást klášterního špitálu. V 15. a 16. století sloužila jako sýpka, a pro bohoslužebné účely byla obnovena až v 17. století za opata Scipia.
V roce 1713 došlo k celkové barokizaci kaple dle projektu Octavia Broggia. V 1. čtvrtině 18. století byla přestavěna klenba v presbytáři, sakristie, kruchta a západní průčelí.

## Architektura

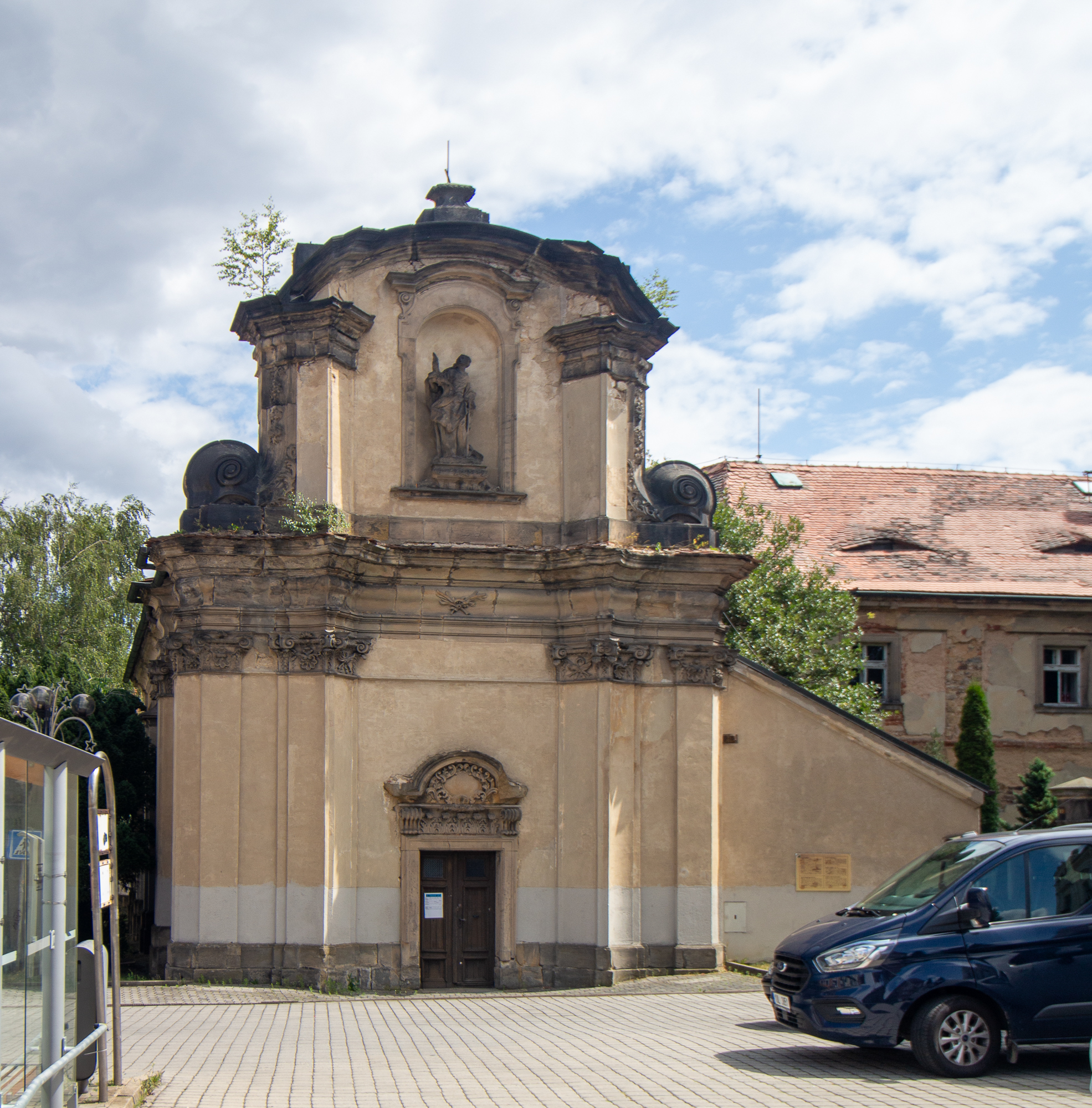
Průčelí kaple

Nad vchodem do kaple je socha sv. Kateřiny mezi anděly od Franze Antona Kuena pocházející z roku 1713.
Vnitřní štuková výzdoba z let 1713–1718 pochází od Giacoma Antonia Corbelliniho. Presbytář a sakristie mají valenou klenbu s výsečemi. Triumfální oblouk je půlkruhový. Loď kaple má tři pole křížové klenby, žebra jsou zakryta štukovým ornamentem a klenební pole vyplněna plochými štukovými reliéfy s výjevy ze života sv. Kateřiny.

## Vybavení
Hlavní oltář kaple je raně barokní z roku 1691 s obrazem Stětí svaté Kateřiny z 19. století. Ve výklenku na jižní straně v lodi se nachází sousoší sv. Eustacha od Corbelliniho. Kamenná křtitelnice s reliéfy pochází z poslední čtvrtiny 17. století. Na jižní straně presbytáře se nachází kamenné raně gotické lavabo.